# Vida cotidiana en un pueblo sirio
Vida cotidiana en un pueblo de Siria o Al hayatt al yawmiyah fi quariah suriyah (en árabe: الحياة اليومية في قرية سورية‎) es una película documental siria, producida por The General Establishment of Cinema, Siria; dirigida por el director Omar Amiralay, en 1974, y 81 min de duración. 
Es una crítica del impacto en la gente, de la agricultura; y, la reforma agraria adoptada por el gobierno sirio. Hasta la fecha, la película está prohibida en Siria. En la Siria de los años setenta, Omar Amiralay y Saadallah Wannous obtienen permiso para irse a observar las repercusiones de la reforma agraria en una aldea siria. Cuando llegan, los campesinos desconfían de estos extranjeros con su material fílmico ... Pero finalmente se apropian de la película para expresar su ira y revelar las tensiones que existen entre el discurso oficial y la realidad de sus vidas.
El filme fue ranqueado #55 en la lista de los 100 filmes top árabes de 2013, del Festival internacional de cine de Dubái.
Como mencionó Saadallah Wannus, su ensayo de 1975 documentando el viaje de la película, "La historia de una película arrestada", no fue solo un intento de producir un documental; tanto él como Amiralay intentaron forjar una escuela de cine comprometida con la justicia social. Raramente vista, pero con una gran influencia, Everyday Life in a Syrian Village sigue siendo un hito en la historia del cine árabe.

## Trama
Narra a un joven poderoso; y con un estilo de cine militante, esta película narra la vida cotidiana en una remota aldea de Siria y compara entrevistas con agricultores, médicos y policías con la pobreza de los campesinos a quienes se les niega cualquier posibilidad de educación, cuidado y nutrición adecuada.
Es el primer documental, que presenta una crítica descarada del impacto de las reformas agrarias y agrarias del gobierno sirio. Así ofrece un poderoso golpe a la presunción del Estado de corregir las inequidades sociales y económicas. Las entrevistas con agricultores, trabajadores de la salud y un oficial de policía contrastan la consideración de los campesinos por el estado con la mentalidad de los representantes del Estado hacia esos campesinos. Sa'adallah Wannus, destacado dramaturgo y ensayista sirio, colaboró con el pionero de los documentales Amiralay en el proyecto.

## Honores

### Premios y galardones
- Festival Internacional de Cine de Berlín - Galardón Interfilmes - Otto Dibelius Film Award, 1976.
- Premio Especial del Jurado - Festival de Toulon, 1976.